# Llanfairpwllgwyngyllgogerychwyrndrobwllllantysiliogogogoch
Llanfairpwllgwyngyllgogerychwyrndrobwllllantysiliogogogoch (zkráceně Llanfairpwllgwyngyll, Llanfair Pwllgwyngyll, Llanfair PG nebo Llanfairpwll) je obec na ostrově Anglesey, známá v podstatě jen kvůli svému dlouhému jménu. Překlad tohoto velšského názvu zní zhruba „Kostel Panny Marie (Llanfair) v roklině (pwll) bílých lísek (gwyn gyll) poblíž (ger) prudkého víru (chwyrn drobwll) a kostela svatého Tysilia (llantysilio) u červené jeskyně (ogo goch)“, anglicky St. Mary's Church in the hollow of the white hazel near the rapid whirlpool and the church of St. T.

## Jméno
Obec je pro svůj název velice vyhledávanou turistickou atrakcí. Lidé se především přijíždějí fotografovat pod štítem železniční stanice (na jízdenkách a v jízdních řádech zkracované na Llanfair PG).
Llanfairpwllgwyngyllgogerychwyrndrobwllllantysiliogogogoch bývá uváděno jako nejdelší jméno obce na světě, potažmo jako nejdelší jméno železniční stanice. Zároveň je zapsáno v Guinnessově knize rekordů 2002 jako nejdelší platné doménové jméno. Přesto se v průběhu historie snažilo několik dalších obcí toto prvenství převzít. Vzhledem k tomu, že šlo o pokusy neoficiální, spíše až recesistické, nebyly ani uznány oficiálními autoritami a ani nevešly v přílišnou obecnou známost.
Původní názvy obce byly Pwllgwyngyll a Llanfair y Pwllgwyngyll, až v polovině 19. století byla obec přejmenována, zřejmě proto, aby přitáhla pozornost cestujících a turistů.

## Historie
Osídlení v místě současné obce existovalo už v neolitu a souviselo se zemědělstvím a rybařením po celou dobu své rané existence. Ostrov Anglesey byl v té době dosažitelný pouze loďmi přes úžinu Menai. Oblast byla krátce obsazena Římany pod velením Gaia Suetonia Paulina, poté jimi dočasně opuštěna kvůli konsolidaci římských vojsk v boji proti Boudicce. Poté byla držena až do konce římského působení v Británii.
Po stažení římských vojsk spadla oblast pod kontrolu raně středověkého království Gwynedd. V tomto feudálním systému obyvatelé pracovali na malých královských statcích. Venkovský charakter vesnice byl důvodem toho, že měla pouze kolem osmdesáti obyvatel.
V 16. století byla většina oblasti absorbována do hrabství Uxbridge, poté spadala pod markýze z Anglesey. Obyvatelstvo nájemně pracovalo na jeho pozemcích. Populace vesnice rostla – při sčítání obyvatel v roce 1801 jich bylo 385.
V roce 1826 byl Anglesey připojen ke zbytku Walesu stavbou visutého mostu Menai Suspension Bridge. Stavbou byl pověřen Thomas Telford. Roku 1850 byl spojen s Londýnem stavbou mostu Britannia Bridge a rušnou železniční linkou North Wales Coast Line, která spojovala Londýn s přístavem trajektů v Holyheadu. Decentralizovaná obec byla železnicí rozdělena na Horní vesnici (anglicky Upper Village, velšsky Pentre Uchaf) složenou především z původních farem a domů a novou Dolní vesnici (anglicky Lower Village, velšsky Pentre Isaf) postavenou kolem železniční stanice a sestávající především z obchodů a dílen. Obec se stala centrem obchodu, protože železnice přivážela obchodníky a zákazníky z celého severního Walesu.
Vůbec první britské setkání Ženského institutu se konalo v Llanfairpwllu v roce 1915 a hnutí (původem z Kanady) se odtud rozšířilo na zbytek Britských ostrovů.